# 시비드빈군

서포모제주 지도에 표시된 시비드빈군의 위치

시비드빈군(폴란드어: powiat świdwiński)은 폴란드 서포모제주에 위치한 군으로 군청 소재지는 시비드빈이며 면적은 1,093.1km2, 인구는 48,920명(2006년 기준), 인구 밀도는 45명/km2이다.
북쪽으로는 코워브제크군, 비아워가르트군, 동쪽으로는 슈체치네크군, 남쪽으로는 드라프스코군, 워베스군과 접한다. 6개 지방 자치체(1개 도시, 1개 도시형 농촌, 4개 농촌)를 관할한다.

군기
군 문장